# José María Sánchez Guerra
José María Sánchez Guerra, detto Job (Badajoz, 6 settembre 1965), è un ex calciatore spagnolo, di ruolo difensore.